# Idrissa. Crònica d'una mort qualsevol
Idrissa. Crònica d'una mort qualsevol és una pel·lícula documental espanyola del 2019 dirigida i produïda per Xapo Ortega i Xavier Artigas amb la col·laboració de Televisió de Catalunya i l'Institut Català d'Empreses culturals. Seguint l'estil del seu anterior documental Ciutat morta, investiguen la mort d'un immigrant subsaharià en un Centre d'internament d'estrangers. Ha estat rodada en català, castellà i francès.

## Sinopsi
La nit de Reis del 2012, el jove guineà Idrissa Diallo, de 21 anys, va morir en un centre d'internament d'estrangers de Barcelona. Fou enterrat en un nínxol anònim i no es va notificar a la família. El documental va reconstruint sobre la marxa, entre la denúncia i la reparació, els esforços de l'equip de producció per localitzar el cos d'Idrissa i descobrir que va passar la nit que va morir, sense cap fotografia de la víctima i sense que les autoritats judicials espanyoles els deixés accedir a l'expedient policial. I gràcies al seu germà Yakouba i el seu poble natal, el van poder repatriar per enterrar-lo.

## Recepció
Ha rebut el Premi del Públic d'Alcances 2019, el Premi al Millor Documental del FIC-CAT, el Premi Montserrat Roig al periodisme que atorga la ciutat de Barcelona i l'Screenly Award a Documenta Madrid 2019. Fou nomenat al Gaudí a la millor pel·lícula documental. També fou nominada al Giraldillo de Oro del Festival de Cinema Europeu de Sevilla.